# Freie-Partie-Europameisterschaft der Junioren 1979/80

Logo CEB (ausrichtender Verband)

Die Freie-Partie-Europameisterschaft der Junioren 1980 war das 4. Turnier in dieser Disziplin des Karambolagebillards und fand vom 1. bis zum 4. Mai 1980 in Herentals statt. Die Meisterschaft zählte zur Saison 1979/80.

## Geschichte
Fonsy Grethen gewann seinen dritten und damit letzten Titel bei den Junioren in der Freien Partie. Wegen seines Alters ist er im nächsten Jahr nicht mehr spielberechtigt. Zweiter wurde der Italiener Marco Zanetti vor Peter Willems aus Belgien.

## Modus
Gespielt wurde in einer Finalrunde „Jeder gegen Jeden“ bis 300 Punkte. Es wurden prolongierte Serien gewertet.
1. MP = Matchpunkte
2. GD = Generaldurchschnitt
3. HS = Höchstserie

## Finalrunde
| MP    | Match Points (Sieger = 2; Unentschieden = 1; Verlierer = 0) |
| Pkte. | Erzielte Karambolagen                                       |
| Aufn. | Benötigte Versuche                                          |
| GD    | Generaldurchschnitt                                         |
| BED   | Bester Einzeldurchschnitt eines Spielers                    |
| HS    | Höchstserie                                                 |
|       | Bester GD des Turniers                                      |
|       | Bester ED des Turniers                                      |
|       | Beste HS des Turniers                                       |
|       | 1. Platz (Gold)                                             |
|       | 2. Platz (Silber)                                           |
|       | 3. Platz (Bronze)                                           |

| Platz                      | Name                | MP   | Pkte | Aufn. | GD    | BED    | HS  |
| -------------------------- | ------------------- | ---- | ---- | ----- | ----- | ------ | --- |
| 1                          | Fonsy Grethen       | 12:2 | 1882 | 22    | 85,54 | 300,00 | 600 |
| 2                          | Marco Zanetti       | 12:2 | 1801 | 28    | 64,32 | 150,00 | 289 |
| 3                          | Peter Willems       | 10:4 | 1812 | 24    | 75,50 | 300,00 | 532 |
| 4                          | Harry van der Ven   | 8:6  | 1492 | 19    | 78,52 | 150,00 | 300 |
| 5                          | Ad Koorevaar        | 8:6  | 1461 | 44    | 33,20 | 150,00 | 279 |
| 6                          | Philippe Porée      | 4:10 | 979  | 51    | 19,19 | 27,27  | 149 |
| 7                          | Pascal van Brabandt | 2:12 | 685  | 42    | 16,30 | 23,07  | 63  |
| 8                          | Michael Berwanger   | 0:14 | 913  | 58    | 15,74 | -      | 195 |
| Turnierdurchschnitt: 38,28 |                     |      |      |       |       |        |     |